# Hanea
Hanea is een monotypisch geslacht van spinnen uit de  familie van de Cyatholipidae.

## Soort
- Hanea paturau Forster, 1988